# Francisca Maria de Jesus
Francisca Maria de Jesus (Ubatuba, 1792 — Niterói, 19 de fevereiro de 1860) foi a viscondessa consorte de Jequitinhonha.

## Biografia
Francisca Maria de Jesus, filha de Francisco Manuel e de Maria Leonor, nasceu em 1792, na freguesia da Exaltação da Santa Cruz (Ubatuba), bispado de São Paulo. 
Casou-se em primeiras núpcias com o negociante grossista e político fluminense Marcolino Antônio Leite, falecido nos anos 1830, de quem gerou 5 filhos: Pedro José Leite, Antônio Marcolino Leite, Guilhermina Leite, Angélica Maria de Jesus e José Marcolino Leite.
Por força da viuvez, Francisca foi herdeira de uma das maiores fortunas inventariadas na província do Rio de Janeiro do século XIX. O referido Marcolino Leite deixou-lhe uma fortuna inventariada por 39 mil de libras inglesas, ao câmbio de 1839.
Em segundas núpcias, casou-se em 4 de junho de 1842, na Chácara de João Ribeiro, no bairro do Rio Comprido, no Rio de Janeiro, com Francisco Gê Acaiaba de Montezuma. Em 1854 o casal foi agraciado com o título de Viscondes de Jequitinhonha.

## Descendentes
Da Viscondessa de Jequitinhonha, registram-se como descendentes, a professora Venina Corrêa Torres, e o deputado fluminense Joaquim Murillo Maldonado.